# Josef Žalman
Josef Žalman (26. července 1884, Dlouhá Třebová – 25. června 1947) byl lesní ředitel lichtenštejnských velkostatků, spisovatel, publicista a zakládající člen Českomoravské myslivecké jednoty.

## Biografie
Narodil se 26. července 1884 v Dlouhé Třebové jako syn lichtenštejnského hajného Josefa Žalmana z Dlouhé Třebové čp.1 a Marie Žalmanové rozené Duškové z Čermné čp. 506. Otec i děd Josefa byli výkonní lichtenštejnští hajní v Dlouhé Třebové a Výprachticích, a tak bylo Josefovi předurčeno, že bude též lesníkem. Po ukončení školní docházky odešel studovat na dvouletou revírnickou školu v Písku a po jejím ukončení přešel na dvouletou vyšší školu, kde svá lesnická studia dokončil v roce 1904. Po ukončení škol nastoupil jako lesník v Českotřebovském polesí, kde poznal svoji budoucí manželku Václavu, dceru knížecího hajného Vincence Staňka.
V roce 1912 byl povolán na lesní správu do Pozořic, kde byl pověřen prací hajného v Olšanech u Vyškova, kam se po svatbě v roce 1913 s Václavou Staňkovou oba stěhují. Jeho příchodem obec získala jednoho z předních organizátorů kulturního, společenského a politického života. Mimo jiné se jako člen zastupitelstva zasadil o zlepšení podmínek pro lesní dělníky. V průběhu válečných let, kdy byl povolán na bojiště první světové války, se manželům Žalmanovým narodil syn Emil Žalman (1915–1985) zvaný po celý život Miloš, známý psychiatr jak v Česku tak ve světě. V roce 1920 se jim narodila dcera Marie později provdaná za MUDr. Miroslava Mrázka, známá tanečnice, choreografka, profesorka a prorektorka brněnského JAMU.

Po návratu z války se intenzivně věnoval práci v lesnických organizacích a později, společně se svými spolupracovníky spojoval různé myslivecké spolky a sdružení v jeden celek.

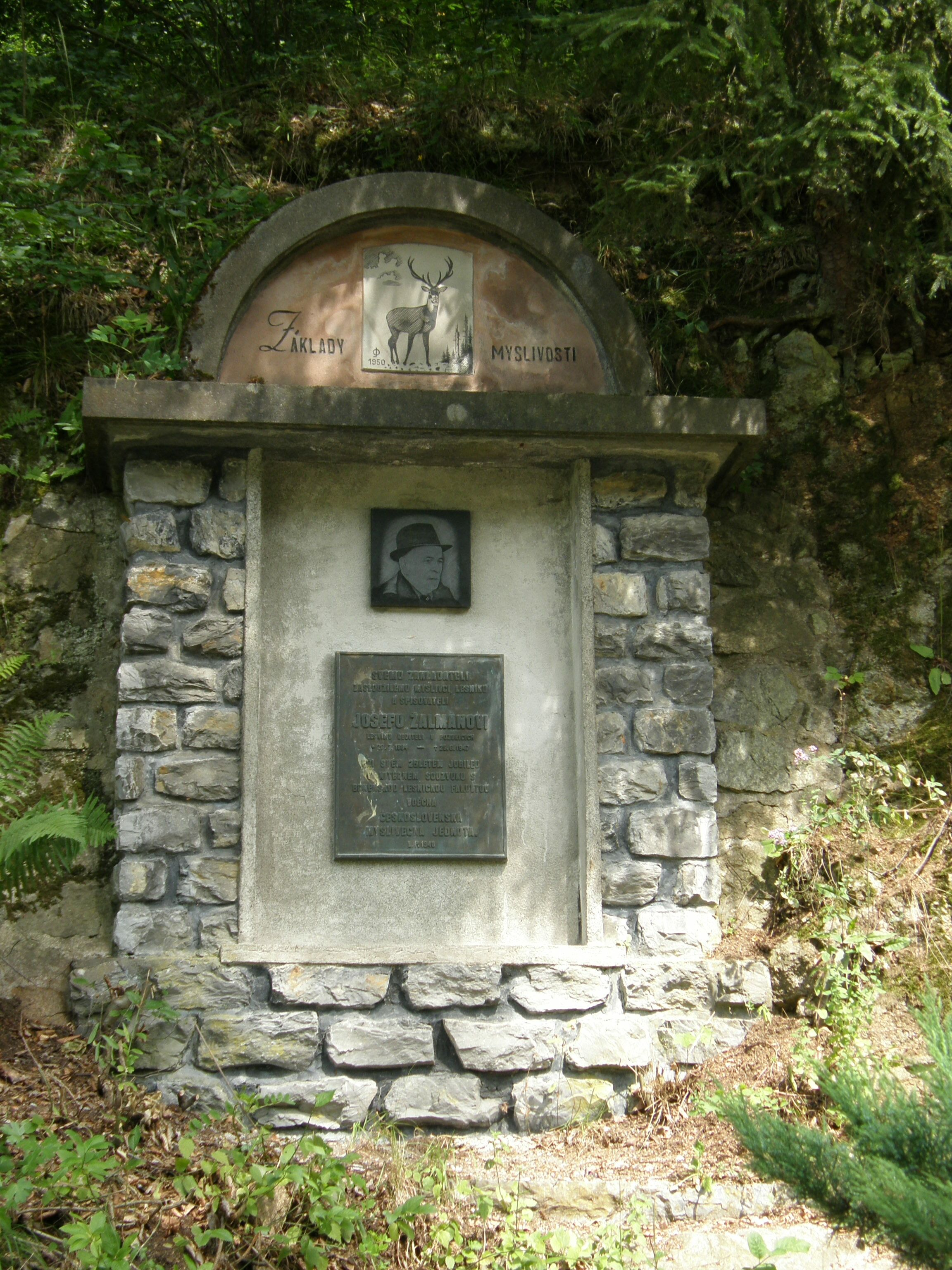
Památník Josefa Žalmana v lesnickém Slavíně

V roce 1923 založil Českomoravskou mysliveckou jednotu (ČSMJ) organizaci fungující dodnes. Josef Žalman byl na první ustavující schůzi zvolen jejím jednatelem. Později založil také časopis „Stráž myslivosti“. V Olšanech pobývali Žalmanovi do roku 1923, kdy byl Josef Žalman přeložen zpět do Pozořic a pověřen funkcí nadlesního. Současně byl přednostou lesního úřadu až do 1. ledna 1947, kdy na vlastní žádost odešel do výslužby. Zde také postavil rodinné sídlo s nádhernou zahradou, která byla společenským centrem jak rodiny, tak přátel. Zde v klidu rodinného krbu se také věnoval publikační činnosti. V roce 1941 vydal dvoudílnou knihu „Základy myslivosti“ s každoročním vydáním až do roku 1950, která se stala mysliveckým bestselerem. „Žalmanovy myslivecké kalendáře“ vydávané vlastním nákladem v letech 1930–1941, jsou sběratelskou lahůdkou.
Pro své lichtenštejnské zaměstnavatele a odbornou veřejnost vydával články o muflonech, které jako první vysadil v knížecích honitbách. Po osvobození republiky se pro podlomené zdraví musel z veřejné činnosti stáhnout, a zemřel náhle v 63 letech na infarkt 25. června 1947. Josefu Žalmanovi byl na počest postaven pomník s bustou ve školním polesí zemědělské a lesnické university u Adamova. Díky mnoha nadšencům a držitelům odkazu Josefa Žalmana je v Pozořickém polesí stále udržovaná jeho lovecká chata – Žalmanův lovecký srub, a nedaleko od něj se nachází Žalmanova studánka, která je prameništěm Koválovického potoka. Ke 100. výročí narození byl Josefu Žalmanovi postaven pomník se vzpomínkou na jeho jméno v místě, kde rád odpočíval, a kde se dnes díky nositelům odkazu Josefa Žalmana buduje lesnický Slavín.